# Novelei
Novelei é uma websérie brasileira de comédia, produzida pelos Estúdios Globo e VIU Hub, criada por Bia Braune, que estreou em 11 de julho de 2022 no canal oficial da TV Globo no YouTube, sendo a primeira produção da Globo para os YouTube Originals. A produção também foi feita como uma forma de homenagem aos mais de 70 anos de telenovelas brasileiras. 

## Sinopse
Um misterioso bug fez com que todas as telenovelas brasileiras não somente fossem apagadas subitamente de suas exibições e dos arquivos, mas também fez com que toda a realidade fosse alterada para uma outra em que essas produções nunca tivessem existido, eliminando as produções completamente do consciente coletivo por todo o país (exceto Kubanacan, que é reprisada a exaustão).
As únicas pessoas que tiveram suas memórias preservadas durante o incidente foram o ator Tony Ramos - mas ainda assim correndo o risco de desaparecer por completo - e o assistente de produção  Vitinho (Paulo Vieira). Para evitar que essas produções caiam completamente no esquecimento, Seu Tony encarrega Vitinho de chamar um time de jovens influenciadores digitais - além de outros artistas e grandes atores que não se lembram de suas carreiras - para ajudá-lo a reproduzir, com o auxílio da inteligência artificial Suzaninha (Susana Vieira) e mesmo com um baixíssimo custo, as grandes novelas brasileiras.

## Elenco e Personagens
- Paulo Vieira como José Vitório "Vitinho":
Um assistente de produção com décadas de experiência nos Estúdios Globo que foi encarregado de convocar jovens influenciadores digitais e reproduzir as telenovelas para salvá-las do esquecimento total. Ele e Seu Tony são os únicos a se lembrarem das produções depois do bug.

- Tony Ramos como uma versão fictícia de si mesmo, apelidada de "Seu Tony":
O ator veterano - ameaçado de desaparecer completamente por causa do bug - foi a mente que idealizou o projeto de regravar as novelas e encarregou o Vitinho para comandá-las. Por ser muito admirado pelo assistente de produção, seus papéis nunca foram escalados para nenhum integrante da equipe ou convidado, mas sim para um totem de papelão dele mesmo.[3]
- Susana Vieira como Suzaninha:
Uma inteligência artificial cuja voz e personalidade foram inspiradas na própria atriz e que ainda armazena dados e algumas imagens das telenovelas produzidas para ajudar a equipe nas regravações.
- Geovana como Dona Neuza:
Avó de Vitinho e uma das primeiras vítimas do bug dentro de sua própria casa.
- Babu Carreira como ela mesma:
Humorista de stand-up comedy e influenciadora digital; convocada por Vitinho no projeto de regravações das novelas.
- Evandro Rodrigues como ele mesmo:
Improvisador, comediante, roteirista e influenciador digital; convocado por Vitinho no projeto de regravações das novelas. Durante as regravações, ele é frequentemente escalado para personagens "bananas" e sem atitude ou exagera muito na dramaticidade de suas atuações.
- Gusta Stockler como ele mesmo:
Youtuber e influenciador digital; criador do canal nomegusta, com 4,7 milhões de inscritos. Convocado por Vitinho, ele frequentemente assume papeis dos galãs das novelas, mesmo tendo que, a contragosto, ficar de sunga ou cueca às vezes.
- Phellyx como ele mesmo:
Influenciador digital e youtuber. Convocado por Vitinho para as regravações das novelas, ele frequentemente se escala para papeis femininos e/ou de caráter duvidoso por livre e espontânea vontade.
- Thalita Meneghim como ela mesma:
Youtuber, atriz e influenciadora digital; co-criadora do canal Depois das Onze, com mais de 3 milhões de inscritos. Convocada por Vitinho, ela é escalada para papeis de mocinhas das novelas na maioria das vezes.
- Lívia La Gatto como Anita:
Uma aspirante a influenciadora digital convocada erroneamente por Vitinho após ele a confundir com a cantora homônima nas redes sociais. Ao longo das regravações, ela procura mostrar seu valor para o assistente de produção, mas ele frequentemente a escala para papeis pequenos, beirando à elenco de apoio; com exceção de dar voz ao Seu Tony de papelão.

## Episódios
| N.º | Título               | Exibição original     |
| --- | -------------------- | --------------------- |
| 1 | "Vale Tudo"          | 11 de julho de 2022   |
| Um bug misterioso apaga todas as telenovelas, criando realidade alternativa em que elas nunca existiram. Como os únicos a se lembrarem delas, Seu Tony, correndo risco de desaparecer, e o assistente de produção Vitinho convocam um time de grandes influenciadores digitais - e acidentalmente a aspirante Anita - para regravar as novelas, começando por Vale Tudo. Participações especiais - Gretchen, interpretando Raquel - Kéfera Buchmann, interpretando Odete Roitman Influenciadores convidados - Diva Depressão - Junior Crocheteiro - Mohamad Hindi |                      |                       |
| 2 | "O Cravo e a Rosa"   | 18 de julho de 2022   |
| Os influencers conversam entre si sobre quantas novelas existiam antes na realidade original. Ao regravarem O Cravo e a Rosa, Vitinho chama Rafael Cardoso - um mecânico, dono de autopeças e tiktoker - para interpretar o protagonista Petruchio (Eduardo Moscovis). Thalita, escalada para interpretar a sua primeira protagonista de novela, Catarina (Adriana Esteves); fica incomodada pelo fato de seu par romântico ser beijado por praticamente todos no estúdio, exceto ela; e para piorar a situação, Vitinho chama Gabie Fernandes - sua melhor amiga e sócia do Depois das Onze - para fazer a vilã Marcela (Drica Moraes), que busca roubar Petruchio de Catarina. Atores convidados - Rafael Cardoso, interpretando Petruchio - Gabie Fernandes, interpretando Marcela Participações especiais - Lady Mini Pig |                      |                       |
| 3 | "Laços de Família"   | 25 de julho de 2022   |
| Vitinho dá uma bronca no Gusta por ele ter dispensado sua mãe no celular e depois é desligado na cara ao ligar para atrizes originais de Laços de Família. Enquanto Phellyx interpreta Helena (Vera Fischer), a lutadora de MMA Isabelle Drummond é chamada para interpretar a filha Camila (Carolina Dieckmann); mas na hora de raspar a cabeça, ela foge do estúdio. No final da produção, Gusta liga para a sua mãe para saber como ela está. Atores convidados - Isabelle Drummond, interpretando Camila - Gustavo Tubarão, interpretando Pedro Participações especiais - Babi Dewet - Ana Maria Brogui - Caíto Mainier, como Rogerinho do Ingá |                      |                       |
| 4 | "Vamp"               | 25 de julho de 2022   |
| Como Ney Latorraca recusou o convite de Vitinho, ele chama Marcelo Adnet - reconhecido por atuar e cantar em vários comerciais - para interpretar o vampiro Vlad (Ney) em Vamp e a atriz de comédia Mariana Santos para ser tanto Mary Matoso (Patrícya Travassos) quanto uma freira. Evandro exagera na atuação ao tentar interpretar dois personagens ao mesmo tempo. Adnet tem problemas ao atuar junto com Thalita por causa de dedo babado e depois leva uma flecha na perna acidentalmente pelo Gusta ao gravar a morte do antagonista. Atores convidados - Ney Latorraca - Marcelo Adnet, interpretando Vlad Polanski - Mariana Santos, interpretando Mary Matoso e uma freira Participações especiais - Estopinha Capixaba, intepretando Vlad (em forma de cachorro) |                      |                       |
| 5 | "Mulheres de Areia"  | 8 de agosto de 2022   |
| Vitinho se atrasa e é taxado de louco durante o podcast de Ary Fontoura por falar publicamente a respeito do bug e ninguém além da sua equipe acreditar nele. Thalita é trancada no banheiro por Anita, a impedindo de atuar na regravação de Mulheres de Areia; mas são Camilla de Lucas e Phellyx que assumem os papeis das gêmeas Ruth e Raquel (Glória Pires), enquanto o próprio Vitinho é escolhido acidentalmente para ser o Tonho da Lua (Marcos Frota). A explosão do carro de Raquel no final da trama, criada pelo Rato Borrachudo, liberta Thalita do banheiro, e ela pelo menos conseguiu fazer a abertura da novela. Atores convidados - Ary Fontoura, como um apresentador de podcast. - Camilla de Lucas, interpretando Ruth - Gustavo Tubarão, interpretando Alaor Participações especiais - Rato Borrachudo - Gracyanne Barbosa |                      |                       |
| 6 | "Torre de Babel"     | 15 de agosto de 2022  |
| Nas gravações de Torre de Babel, Vitinho escala a DJ Ana Hikari, para fazer Sandrinha (Adriana Esteves) e o comediante Wélder Rodrigues para interpretar o Jamanta (Cacá Carvalho), mas ele fica de fora da produção quase inteiramente para entrar de forma visceral no personagem e, assim, atuar de fato. No papel da dupla Johnny Percebe (Oscar Magrini) e Boneca (Ernani Morais), Phellyx é dublado pelo Evandro durante a trama inteira. Babu se inspira na Narcisa Tamborindeguy ao atuar como Bina (Cláudia Jimenez). Cláudia Raia - uma atriz de musicais - somente entra no final da história como Ângela Vidal por conta de um erro no roteiro resumido feito pelo Vitinho. Atores convidados - Ana Hikari, interpretando Sandrinha - Wélder Rodrigues, interpretando Jamanta - Cláudia Raia, interpretando Ângela Vidal - Marcelinho, interpretando uma marionete - Lorelay Fox, interpretando uma professora de etiqueta Participações especiais - Rato Borrachudo - Danton Mello - Professor Noslen - Vitor Santos, do canal Metaforando |                      |                       |
| 7 | "O Clone"            | 22 de agosto de 2022  |
| Babu tenta prever o futuro na borra de café da xícara da Anita e enxerga um "S". Vitinho toma a liberdade de colocar duas Jades (Giovanna Antonelli) no roteiro de O Clone, criando um atrito entre Thalita e Yasmine Yassine. Além disso, ele escala Cauã Reymond para interpretar os personagens de Murilo Benício; mas como o Cauã desta realidade é um professor de um curso de interpretação para vídeo e possui uma performance sofrível, o assistente de produção logo se arrepende da escolha. A chegada repentina de Whindersson Nunes no meio das gravações muda os planos da produção e ele é escalado como o clone Léo (Murilo). Anita descobre que o "S" visto por Babu se refere a uma cena no final de novela em que ela grava junto com o Seu Tony de papelão, surprendendo Vitinho com sua atuação. Atores convidados - Cauã Reymond, interpretando os gêmeos Lucas e Diogo - Yasmine Yassine, interpretando Jade 2 - Supla, interpretando Dr. Albieri - Whindersson Nunes, interpretando Léo - Jojo Todynho, interpretando Dona Jura Participações especiais - Diva Depressão - Anderson Gaveta - Mag Halat - Mohamad Hindi - Junior Crocheteiro - Dona Dirce |                      |                       |
| 8 | "Avenida Brasil"     | 29 de agosto de 2022  |
| Vitinho resolve escalar alguns intérpretes originais de Avenida Brasil para participar da regravação: Cacau Protásio - a empregada Zezé na trama original - passou a viver a patroa e vilã Carminha (Adriana Esteves); enquanto Ísis Valverde - que deu vida à Suelen - é trazida direto de um shopping de Minas Gerais, onde trabalha como sereia de um aquário na praça de alimentação, para interpretar a protagonista Rita/Nina (Débora Falabella), até ela abandonar a produção no meio das gravações. Marcos Mion é sequestrado por Vitinho para fazer o jogador Adauto (Juliano Cazarré). Após a produção da novela, Vitinho vê sua avó Dona Neuza aparentemente criando um portal para outra dimensão, como consequência do bug. Atores convidados - Ísis Valverde, interpretando Rita/Nina - Cacau Protásio, interpretando Carminha - Fred Desimpedidos, interpretando Tufão - Marcos Mion, interpretando Adauto Participações especiais - Ciro Bottini - Fábio Marxx |                      |                       |
| 9 | "Senhora do Destino" | 5 de setembro de 2022 |
| Os influencers passam a ganhar gosto pelas novelas, mas Vitinho está muito nervoso e preocupado com os efeitos do bug. Ao gravar Senhora do Destino, foi escalada Carolina Dieckmann, uma nerd que ficou obcecada pela teoria das novelas do Vitinho após escutá-la no podcast do Ary Fontoura e pelos pesadelos que teve envolvendo "outras vidas", no papel de Maria do Carmo, e Nany People como Nazaré Tedesco (Renata Sorrah). Antes de finalizar a pós-produção, Suzaninha se volta contra toda a equipe e revela ser a responsável pelo bug com o objetivo de reescrever a realidade de modo a substituir todas as atuações em novelas por somente a da Suzana Vieira; entretanto a própria Suzana aparece no estúdio e destrói a tempo o robô onde a IA residia. Apesar das memórias das pessoas ainda não terem sido restauradas, Seu Tony consegue se recuperar do seu quase desaparecimento e revela a Vitinho que o ator o ajudou a nascer nas gravações do último capítulo da novela Predestinado e, por isso, os dois eram os únicos a se lembrarem das novelas originais. Atores convidados - Carolina Dieckmann, interpretando Maria do Carmo (idosa) - Nany People, interpretando Nazaré Tedesco - Caíto Mainier, como Rogerinho do Ingá, interpretando Gilmar (Roberto Bomtempo) Participações especiais - Marcos Pasquim |                      |                       |